# 風雲 新撰組
『風雲 新撰組』（ふううん しんせんぐみ）は元気から2004年1月22日に発売されたPlayStation 2専用ゲームソフト。幕末に活躍した新選組を題材にしたアクションゲームである。

## 概要
プレイヤーは新選組の新人隊士となり不逞浪士と闘い抜いていく。PlayStation 2 the Bestも7月8日に発売され、2014年6月18日にはPlayStation 3用ゲームアーカイブスとしても配信された。レイティングはCERO：C（15才以上対象）。
一度クリアすると、近藤勇、土方歳三、沖田総司、斎藤一、永倉新八、原田左之助等の有名隊士での再プレイが出来る。（それぞれエンディングも異なり有名隊士での再プレイの際、クリアデータを使用する為、自作隊士も同行できる様になる）
その他に一度すべての敵キャラ（不逞浪士）に「済」をした状態でクリアすると岡田以蔵、桂小五郎、西郷隆盛などの容姿でプレイできる。あくまでも容姿のみでストーリーは、新人隊士のプレイ時と一緒で変わらない。
2009年12月10日に、フロム・ソフトウェアからPSP版『風雲 新撰組 幕末伝 Portable』が発売された。
内容は、続編の『風雲 幕末伝』と同じだが、クリアすると新たに映像特典として美術設定が見られるようになった。
本作が原作となったパチンコが稼動したり、ミュージカルが公演された。

## 内容
時は江戸。300年の平和を謳歌してきた日本は、突如来航したアメリカなどの諸外国から開国を迫られた。欧米のからの圧力に屈する弱腰の幕府に業を煮やした人々は、天皇を中心とし異国を追い払う「尊皇攘夷」という思想が生まれた。

その勢力は次第に勢力を増し、一部過激な浪士が異人や幕府要人など襲撃、暗殺する「天誅」が横行。天皇のお膝元の「京都」も例外では無かった。 

時同じく江戸では京都へ向かう将軍を警護する護衛部隊が結成された。「浪士組」と名付けられたこの組の発案者清河八郎は京に着くなり、幕府に反旗を翻した。この行動に異を唱えた20数名が組から離反。江戸に戻る清河と幕府のために京に残るべきと対立する。 

折しも京都守護職を拝命した会津藩主「松平容保」は壬生村に、駐屯していたこれらの浪人を預かり、京の治安維持役に任命される。 

文久三年、後に「新撰組」とよばれる「壬生浪士組」が結成される。 その浪士組に一人の若者が門を叩く…。 

## 声の出演
- 近藤勇：上田燿司
- 土方歳三：新垣樽助
- 沖田総司：石井真
- 斎藤一：清水敏孝
- 山南敬助：吉野貴宏
- 永倉新八：浜田賢二
- 原田左之助：上田燿司
- 藤堂平助：小野塚貴志
- 伊東甲子太郎：阪口周平
- 明里：Hinano
- ナレーション：大木民夫

## 関連商品
攻略本
- 風雲新撰組 局中指南ノ書
- 風雲新撰組 公式攻略大全 誠之書

サントラCD
- 風雲新撰組 オリジナル・サウンドトラック

次作ゲーム
- 風雲 幕末伝

## パチンコ
2009年11月より豊丸産業より本作をモチーフにしたパチンコ「CR風雲新撰組」が発表された。美麗な3DCGで描かれた新撰組の近藤勇や土方歳三、沖田総司、斎藤一はそのままに、彼らと不逞浪士との大迫力のアクションシーンをパチンコの液晶画面でも表現している。

## ミュージカル
「風雲新撰組」と「風雲幕末伝」を原作とした生演奏ミュージカルシリーズ。脚本・演出は栗原彰文、作曲は印南俊太郎。

### 新選組ミュージカル〜陽光〜
初演
2014年11月28日から12月1日まで、剣舞プロジェクトにより南大塚ホールにて初演が上演された。
【キャスト】（一部はＷキャストかＡチームかＢチーム片方のみ）
| - 近藤勇 - 津山智 - 土方歳三 - 栗原彰文 - 沖田総司 - 相本麻紀子 - 齊藤一 - 庄田侑右 - 山南敬助 - 真嶋真紀人 - 永倉新八 - 佐々木恭祐 - 藤堂平助 - 橋爪紋佳、吉田愛 - 原田佐之助 - 佐藤礼治 - 井上源三郎 - 横瀬雅斗 - 伊東甲子太郎 - 大竹一重 - 芹沢鴨 - 上杉豪 - 尾形俊太郎 - 須藤樹梨亜、大川こはる - 松原忠司 - 石岡遼士、沖田浩一 | - 武田観柳斎 - 岩崎美穂 - 谷三十郎 - 喜多真也 - 鈴木三木三郎 - 八田知夏、YUMIKO - 島田魁 - 一兜翔太 - 大石鍬次郎 - 川崎清美、きむらえいこ - 三浦常三郎 - 江森優衣、琉嘉稀鞘 - 池田七三郎 - 加藤成美、八嶋紫音 - 馬越三郎 - 重田実咲、岩田葵 - 望月亀弥太 - 鈴木紗弥加 - 古高俊太郎 - 石井寿美 - 坂本竜馬 - 安斎恵太 - ほか |

道場発表会
2015年9月24日に、剣舞プロジェクトにより牛込箪笥区民ホールにて剣舞プロジェクト道場生の発表会とした初演のショートバージョンが無料公演が上演された。
【キャスト】（一部はＷキャスト）
| - 近藤勇 - 佐々木恭祐 - 土方歳三 - 木村龍介 - 沖田総司 - 伊緒里優子 - 齊藤一 - 緒方七美 - 山南敬助 - 沖田浩一 - 永倉新八 - 一兜翔太 - 藤堂平助 - 川上茜 - 原田左之助 - 大川こはる - 井上源三郎 - 佐藤成敏 - 芹沢鴨 - 小澤輝大 - 伊東甲子太郎 - 大場彩乃 - 尾形俊太郎 - 藍追悠 - 松原忠司 - 中西絢子 - 武田観柳斎 - 琉嘉稀鞘 | - 谷三十郎 - 米山真平 - 鈴木三木三郎 - 飯島利奈 - 三浦常三郎 - 木下未菜 - 池田七三郎 - 雛田愛子 - 馬越三郎 - 渡辺はるか - 坂本竜馬 - 飯塚慎哉 - 中岡慎太郎 - 小澤輝大 - 古高俊太郎 - 板谷美霞 - 宮部鼎蔵 - 佐藤礼治 - 望月亀弥太 - 加藤成美 - 吉田稔麿 - 渡辺七海 - 清河八郎 - 板谷美霞 - 会津公 - 渡辺七海 |

### 風雲新撰組〜月影〜
2015年11月27日から11月29日まで、剣舞プロジェクトによりシアター1010にて上演された。
【キャスト】（一部はＷキャスト）
| - 土方歳三 - 齋藤ヤスカ - 沖田総司 - 相本麻紀子 - 秋月小次郎 - 鈴木翔音 - 高杉晋作 - 鶴田亮介 - 菊姫 - 宮崎理奈 - 岩田コウ - 小原春香 - 若鶴 - 工藤真由 - 近藤勇 - 佐野眞介 - 井上源三郎 - 津山智 - 永倉新八 - 佐々木恭祐 - 原田左之助 - 佐藤礼治 - 齊藤一 - 前野誠二、沖田浩一 - 藤堂平助 - 川上茜 - 山南敬助 - 飯塚慎哉、宮崎創史 - 伊東甲子太郎 -篠原ありさ 、大場彩乃 - 池田七三郎 - 加藤成美 - 三浦常三郎 - 渡辺七海、藍追悠 - 島田魁 - 小澤輝大、一兜翔太 - 大石鍬次郎 - 板谷美霞 、金井麻衣子 - 市井 - 渡辺はるか、木下未菜 - 山崎烝 - 船橋拓幹、宝本夢子 - 尾形俊太郎 - 佐藤成敏、米山真平 - 松原忠司 - 坂本真一 - 鈴木三木三郎 - 雛田愛子、Sie - 桂小五郎 - 木村龍介、内田大地 | - 宮本宗助 - 緒方七美、大川こはる - 西郷隆盛 - 鈴木吉行 - かかり手 - 柴田勇貴 - 花君 - 岡野さくら - 明里 - 飯島利奈、太田薫子 - 遊女 - 宮野黎 - 店主 - 筒井孝平 - 子役 - 浅野桃花 - 歌田雛芽 - 大木悠希也 - 大洞雄真 - 小倉あず希 - 菊島一晟 - 金絮娥 - 佐久間彩加 - 佐藤星空 - 鈴木颯人 - 髙橋忠久 - 鶴来快斗 - 難波拓臣 - 平井アイビー愛美 - 藤田理彩子 - 山田将之 - 山道保和 |

### 風雲新撰組〜熱誠〜
2018年3月1日から3月5日まで、剣舞プロジェクトによりシアター1010にて上演された。
【キャスト】（一部はＷキャスト）
| - 土方歳三 - 津田英佑 - 榎本武揚 - 柳瀬大輔、萬谷法英 - 近藤勇 - 藤浦功一、佐野眞介 - 沖田総司 - 相本麻紀子 - 永倉新八 - 幸村吉也 - 原田左之助 - 白倉裕二 - 斎藤一 - 吉田友一 - 山南敬助 - 飛石勇人、佐藤礼治 - 藤堂平助 - 川上茜、柴崎咲子 - 井上源三郎 - 菊地まさはる、津山智 - 西郷隆盛 - 五大輝一 - 桂小五郎 - 清水廉 - 伊東甲子太郎 - 澤村圭津季、絲山健汰 - 宮本宗助 - 内田大地 - 秋月小次郎 - 柏木佑太 - 沖田林太郎 - 中村純也 - 黒田了介 - 神原弘之 - ツネ - 田宮華苗、わたりあずさ - 勝海舟 - 鈴木吉行 - 山崎烝 - 今西哲也 - 平井四郎 - 古川あみ、藍追悠 - 池田七三郎 - 大川こはる、村上晴香 - 三浦常三郎 - 三澤紗弥加、Michael - 相馬主計 - 参川剛史、佐々木恭祐 | - 市村鉄之助 - 奥田奈未、増本祥子 - 島田魁 - 花岡翔太、澤田洋栄 - 大石鍬次郎 - 増本祥子、日向あきら - 松原忠司／中岡慎太郎 - 沖田浩一 - 鈴木三木三郎 - 高野美幸、生駒尋美 - 篠原泰之進 - 谷川翔 - 加納鷲雄 - 中西絢子、藤崎奈々絵 - 服部武雄 - つちださゆり - 澤太郎左衛門 - 池田明日香 - 林研海 - 川越諒、倉沢涼央 - 大鳥圭介 - 高草木淳一 - 会津公 - 藤沢慧、稲益佑亮 - 坂本龍馬 - 諸澤朋弥、近藤洋扶 - 香川敬三 - 熊木陸斗、井上翼久 - 露草 - 宮野黎、小野亮子 - 岩田コウ - 中野佑香、丹下愛結 - 明里 - 前野裕美、宮野黎 - 遊女 - 旭谷純、小野亮子、丹下愛結、前野裕美、中野佑香 - 渋沢栄一 - 黒羽志竜 - 佐々木只三郎 - 中畑眸 - 甲賀源吾 - 金澤まみ - アンサンブル・かかり手 - 横田さとみ、伊藤よしの、琉嘉稀鞘 - 徳川家康 - 齋藤ヤスカ |

### 新撰組「狂宴哀歌」
2019年5月3日から5月7日まで、剣舞プロジェクトによりIMAホールにて上演された。
【キャスト】（一部はＷキャストかＡチームかＢチーム片方のみ）
| - 土方歳三 - 徳山秀典 - 沖田総司 - 相本麻紀子、璃央じゅん - 永倉新八 - 佐々木恭祐、成沢心 - 藤堂平助 - 内田大地、薗一輝 - 近藤勇 - 佐野眞介 - 斎藤一 - 庄田侑右、江添皓三郎 - 原田左之助 - 滝沢亮太、高草木淳一 - 山南敬助 - 篠木隆明、田邊裕亮 - 井上源三郎 - 鈴木吉行、若林純 - 桂小五郎 - 宏洋 - 岡田以蔵 - 関根裕介 - 武田観柳斎 - 沢健太郎、寺村拓也 - 島田魁 - 菊地剛、前澤亮 - 大石鍬次郎 - 窪田碧 | - 三浦常三郎 - 竹村将太、引地志歩 - 尾形俊太郎 - 竹之内勇輝、吉川翔貴 - 鈴木三樹三郎 - 穴見要人、市村大輔 - 服部武雄 - 高橋邦春 - 楠小十郎 - 牧田咲也加、海老原なつ美 - 会津公 - 稲益佑亮 - 菊姫 - つじかりん、馬場藍梨 - コウ - 筒井咲恵、直井瑞季 - 明里 - あずりな、西村美咲 - 若鶴 - 一司ゆか、戸田鈴 - 花君 - 伊東映里奈、松本優希 - 遊女 - 小野百音 - 遊女 - 光田佳歩、遠乃綾子 - 伊東甲子太郎 - 齋藤ヤスカ |